# Konarzewo (jezioro)
Konarzewo (także Bagno Pogorzelickie) – płytkie jezioro na Wybrzeżu Trzebiatowskim, w obrębie pradoliny przymorskiej, położone w woj. zachodniopomorskim, w gminie Rewal.
Powstanie jeziora związane jest z wytopiskiem po bryłach martwego lodu po ostatnim zlodowaceniu oraz z późniejszymi przekształceniami holoceńskimi. Obszar ten obejmuje bagno, którego głębokość sięga 2,5 m, lustro wody utrzymuje się na wysokości 2,0 m n.p.m. Od północy przylega bór bażynowy „Liwski Las” ze starodrzewem sosnowym i dębowym. Nad jeziorem znajdują się tereny podmokłe i wąski pas lasu w strefie nadbrzeżnej. Od kilku lat obserwuje się zwiększenie populacji ptactwa wodno-błotnego, prawdopodobnie przenoszącego się z rezerwatu przyrody Liwia Łuża. 
Ze wschodniego brzegu jeziora wypływa Kanał Mrzeżyno II. Nad zachodnim brzegiem leży wieś Pogorzelica. Wzdłuż południowo-zachodniego brzegu przebiega torowisko Nadmorskiej Kolej Wąskotorowej (odcinek Pogorzelica Gryficka – Trzebiatów Wąskotorowy jest wyłączony z eksploatacji od 1999 roku).
Konarzewo w całości należy do obszarów programu Natura 2000, tzn. obszaru specjalnej ochrony ptaków Wybrzeże Trzebiatowskie, a także do specjalnego obszaru ochrony siedlisk Trzebiatowsko-Kołobrzeskiego Pasa Nadmorskiego.
Do 1945 jezioro nosiło niemiecką nazwę Kirchhagener See tak, jak współcześnie pochodzącą od nazwy leżącego na południe Konarzewa (niem. Kirchhagen).